# Prix du musée européen de l'année
Pour les articles homonymes, voir Prix du musée du Conseil de l'Europe.

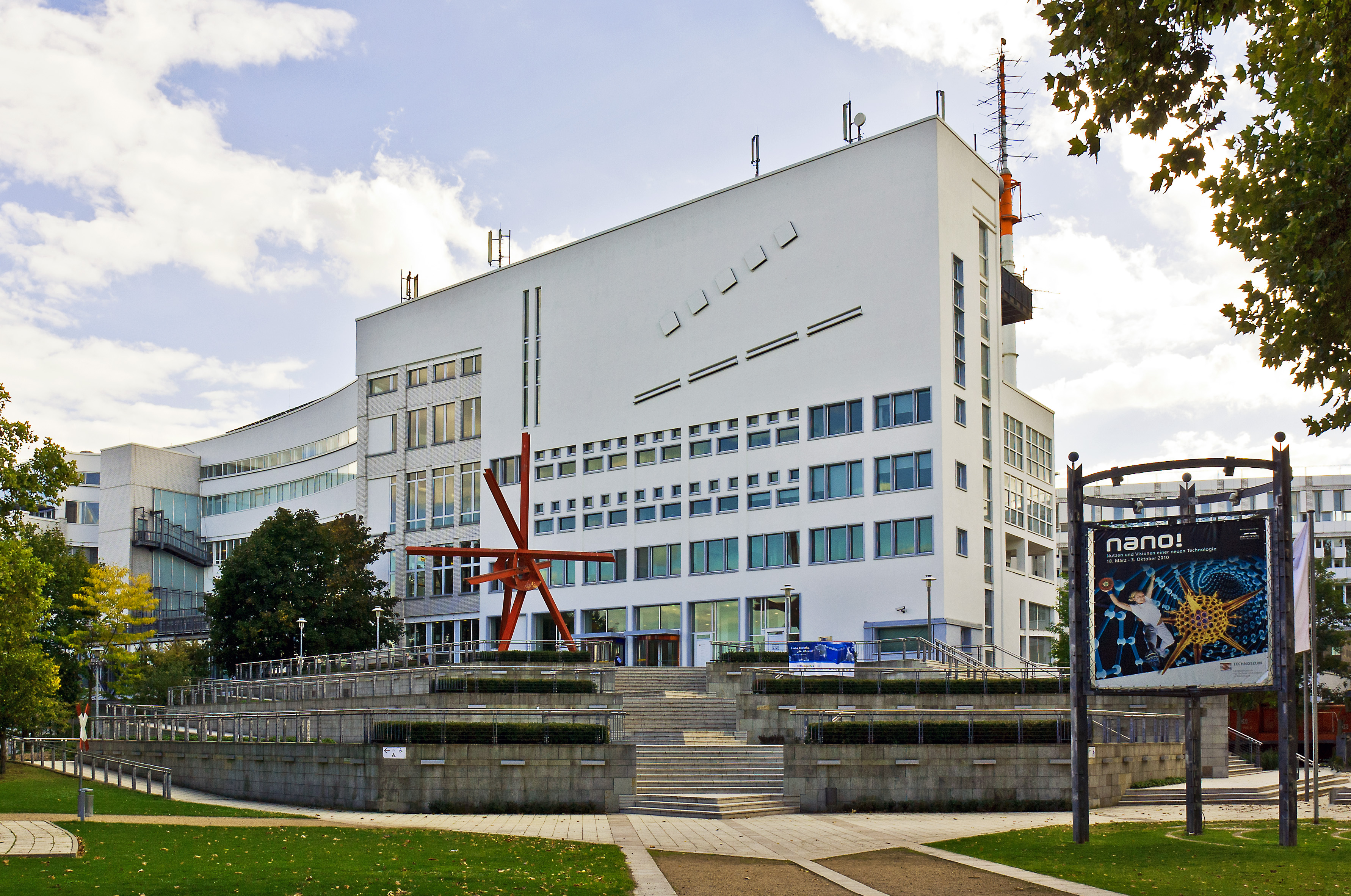
Musée de la Technique et du Travail, Mannheim.

Le prix du musée européen de l'année, également connu sous le sigle EMYA pour l'anglais European Museum of the Year Award, est un prix décerné aux musées d'Europe qui, au cours des deux dernières années précédant l'attribution, ont ouvert leurs portes, ou se sont modernisés ou étendus. Le prix, créé en 1977 par Kenneth Hudson, est attribué chaque année par le Forum Européen du Musée (European Museum Forum) sous l'égide du Conseil de l'Europe. Le musée qui obtient le prix reçoit et conserve pendant une année la statue The egg d'Henry Spencer Moore, sculpteur britannique. Le Fonds de dotation de l’ICOM soutient, outre les activités du Conseil international, des musées le Prix du Musée européen de l'année,,,.

## Lauréats
| Année | Musée                                                     | Ville               | Pays        |
| ----- | --------------------------------------------------------- | ------------------- | ----------- |
| 1977  | Ironbridge Gorge Museum Trust                             | Ironbridge          | Royaume-Uni |
| 1978  | Musée municipal Schloss Rheydt                            | Mönchengladbach     | Allemagne   |
| 1979  | Musée de la Camargue                                      | Arles               | France      |
| 1980  | Musée du couvent Sainte-Catherine                         | Utrecht             | Pays-Bas    |
| 1981  | Musée d'art populaire                                     | Nauplie             | Grèce       |
| 1982  | Musée d'Art et d'Histoire                                 | Saint-Denis         | France      |
| 1983  | Musée régional (Museum Sarganserland)                     | Sargans             | Suisse      |
| 1984  | Musée Zuiderzee                                           | Enkhuizen           | Pays-Bas    |
| 1986  | Musée du Moyen Âge de Stockholm                           | Stockholm           | Suède       |
| 1987  | Beamish North of England Open Air Museum                  | Stanley             | Royaume-Uni |
| 1988  | Brandts Klaedefabrik                                      | Odense              | Danemark    |
| 1989  | Musée de Sundsvall                                        | Sundsvall           | Suède       |
| 1990  | Écomusée de la région de Fourmies-Trélon                  | Fourmies            | France      |
| 1991  | Musée Leventis                                            | Nicosie             | Chypre      |
| 1992  | Musée de la Technique et du Travail                       | Mannheim            | Allemagne   |
| 1993  | Musée d'Alta                                              | Alta                | Norvège     |
| 1994  | Musée national du Danemark                                | Copenhague          | Danemark    |
| 1995  | Musée olympique                                           | Lausanne            | Suisse      |
| 1996  | Musée du Paysan roumain                                   | Bucarest            | Roumanie    |
| 1997  | Musée des civilisations anatoliennes                      | Ankara              | Turquie     |
| 1998  | Conservation Centre                                       | Liverpool           | Royaume-Uni |
| 1999  | Musée français de la carte à jouer                        | Issy-les-Moulineaux | France      |
| 2000  | Musée Guggenheim                                          | Bilbao              | Espagne     |
| 2001  | British National Railway Museum                           | York                | Royaume-Uni |
| 2002  | Bibliothèque Chester-Beatty                               | Dublin              | Irlande     |
| 2003  | Nouvelles British Galleries du Victoria and Albert Museum | Londres             | Royaume-Uni |
| 2004  | Musée archéologique                                       | Alicante            | Espagne     |
| 2005  | Musée de l'héritage national                              | Arnhem              | Pays-Bas    |
| 2006  | CosmoCaixa                                                | Barcelone           | Espagne     |
| 2007  | Maison allemande de l'émigration                          | Bremerhaven         | Allemagne   |
| 2008  | Musée d'art Kumu                                          | Tallinn             | Estonie     |
| 2009  | Salzburg Museum                                           | Salzbourg           | Autriche    |
| 2010  | Ozeaneum                                                  | Stralsund           | Allemagne   |
| 2011  | Musée gallo-romain                                        | Tongres             | Belgique    |
| 2012  | Musée de Madinat al-Zahra                                 | Cordoue             | Espagne     |
| 2013  | Riverside Museum                                          | Glasgow             | Royaume-Uni |
| 2014  | Musée de l'innocence                                      | Istanbul            | Turquie     |
| 2015  | Rijksmuseum                                               | Amsterdam           | Pays-Bas    |
| 2016  | Musée de l'Histoire des Juifs polonais Polin              | Varsovie            | Pologne     |
| 2017  | Musée d'ethnographie de Genève                            | Genève              | Suisse      |
| 2018  | Design Museum                                             | Londres             | Royaume-Uni |
| 2019  | Musée Boerhaave                                           | Leyde               | Pays-Bas    |
| 2020  | Stapferhaus                                               | Lenzbourg           | Suisse      |
| 2021  | Centre de biodiversité Naturalis                          | Leyde               | Pays-Bas    |
| 2022  | Het Dolhuys                                               | Haarlem             | Pays-Bas    |
| 2023  | Musée valencien d'ethnologie                              | Valence             | Espagne     |